# Enfermedad de Hodgkin
La enfermedad de Hodgkin (o morbo de Hodgkin, o linfogranulomatosis, con los acrónimos en idioma inglés HD: Hodgkin’s disease, o también HL: Hodgkin lymphoma) es un tipo de linfoma maligno. Fue reconocida por primera vez en 1832 por Thomas Hodgkin. Un estudio de la cirujana y oncóloga Vera Peters en 1950, cuando todavía se consideraba incurable, concluyó que en estados iniciales la enfermedad se podía combatir con la "radiación de campo extendido". Se desconoce la causa del linfoma de Hodgkin, siendo más común entre personas de 15 a 35 y de 50 a 70 años de edad. Se piensa que una infección pasada con el virus de Epstein-Barr (VEB) contribuye a su aparición en algunos casos. Las personas con infección por VIH están en mayor riesgo que la población general.

## Introducción
También llamada linfoma de Hodgkin, es una neoplasia que se origina en el tejido linfático. Este tejido comprende los ganglios linfáticos y los órganos relacionados que forman parte del sistema inmunológico y del sistema productor de sangre del cuerpo. Los ganglios linfáticos son órganos pequeños en forma de haba que se encuentran debajo de la piel en el cuello, las axilas y la ingle. También se encuentran en muchas otras partes del cuerpo, por ejemplo dentro del tórax, el abdomen y la pelvis.
Los ganglios linfáticos contienen un tipo de glóbulos blancos, llamados linfocitos, encargados de combatir las infecciones y se comunican a través de todo el cuerpo mediante los vasos linfáticos (conductos estrechos similares a los vasos sanguíneos). Estos vasos linfáticos transportan un líquido acuoso e incoloro, llamado linfa, que también contiene linfocitos. Finalmente, el líquido linfático pasa a las venas localizadas en la parte superior del tórax.
Entre otros componentes del sistema linfático se encuentran el bazo, la médula ósea y el timo. El bazo es un órgano situado en la parte superior izquierda del abdomen y está compuesto principalmente de linfocitos maduros e inmaduros. Su función consiste en eliminar las células viejas y otras sustancias de desecho de la sangre. La médula ósea es el tejido esponjoso situado dentro de los huesos que crea nuevos glóbulos rojos y blancos, incluyendo los linfocitos. El timo es un pequeño órgano situado en el tórax que desempeña una función importante en la maduración de un linfocito especial llamado célula T.
Debido a que el tejido linfático se encuentra en numerosas partes del cuerpo, la enfermedad de Hodgkin puede originarse en casi cualquier parte, pero por lo general se origina en los ganglios linfáticos de la parte superior del cuerpo, siendo el tórax, el cuello y las axilas las áreas más comunes. Este tipo de cáncer produce un agrandamiento del tejido linfático, lo que puede ocasionar presión sobre algunas estructuras importantes. La forma principal de propagación de la enfermedad de Hodgkin es a través de los vasos linfáticos a otros ganglios linfáticos. La mayoría de veces esta enfermedad se propaga a los ganglios linfáticos cercanos en el cuerpo y no a los distantes. Pocas veces logra pasar a los vasos sanguíneos y puede extenderse a casi cualquier otra parte del cuerpo, incluyendo el hígado y los pulmones.
Existen numerosas razones por las cuales los ganglios linfáticos pueden aumentar de tamaño. Aunque esto puede ser consecuencia de la enfermedad de Hodgkin, con mucha más frecuencia se debe a que el cuerpo está combatiendo una infección.

## Clasificación

### Tipos
El linfoma clásico Hodgkin (excluyendo al linfoma de Hodgkin linfoide con predominio nodular) se puede subclasificar en 4 subtipos patológicos sobre la base de la morfología de las células de Reed–Sternberg, y a la composición de las células reactivas infiltradas vistas en especímenes de biopsia de ganglio linfático (la composición celular alrededor de las células de Reed–Sternberg).
| Nombre                       | Descripción | ICD-10 | ICD-O          |
| ---------------------------- | --- | ------ | -------------- |
| Esclerosis nodular HL        | es el subtipo más común y se compone de grandes nódulos que muestran células dispersas lacunares RS clásicas, establecidas en un fondo de reactivo con linfocitos, eosinófilos y células plasmáticas con diversos grados de fibrosis/esclerosis de colágeno.                                                                                                 | C81.1  | M9663/3 (gen)  |
| Subtipo de celularidad mixta | Es un subtipo común y se compone de numerosas células RS clásicos mezclados con numerosas células inflamatorias, incluyendo linfocitos, histiocitos, eosinófilos y células plasmáticas sin esclerosis. Este tipo es más a menudo asociada con la infección por EBV y se puede confundir con la llamada fase temprana, 'celular' de CHL esclerosante nodular. | C81.2  | M9652/3 (gen). |
| Linfocitos empobrecidos      | También raro subtipo, compuesto por un gran número de células RS, a menudo pleomórficas con solamente unos linfocitos reactivos que pueden ser fácilmente confundidos con linfoma difuso de células B grandes. Muchos de los casos previamente clasificadas en esta categoría, ahora se reclasifican como linfoma anaplásico de células grandes.             | C81.3  | M9653/3 (gen)  |
| Inespecífico                 | | C81.9  | M9650/3 (gen)  |

El linfoma de Hodgkin con predominio linfático nodular expresa CD20, y no se considera en la actualidad una forma de Hodgkin clásico. Es un subtipo raro, muestran muchas características que pueden causar confusión diagnóstica con células B nodulares, predominando linfocitos de linfoma no hodgkiniano (B-NHL). Esta forma también tiene el pronóstico más favorable. 
Para las otras formas, a pesar de los marcadores tradicionales linfocito B (tales como CD20) y no se expresan en todas las células, Las células de Reed-Sternberg son generalmente de origen de células B. Aunque las de Hodgkin se agrupan ahora con frecuencia con otros linfocitos B malignos, algunas marcadores células T (como CD2 y CD4) se expresan ocasionalmente. Sin embargo, eso puede ser un artefacto de la ambigüedad inherente en el diagnóstico.
Las células de Hodgkin producen interleucina-21 (IL-21), que antes se pensaba que era exclusiva de las células T. Esta característica puede explicar el comportamiento del linfoma de Hodgkin clásico, incluyendo grupos de otras células inmunes reunidos alrededor de las células HL (infiltrado) en cultivos.

## Epidemiología de la enfermedad de Hodgkin
En Estados Unidos, en 2005 padecieron la enfermedad de Hodgkin unas 7.350 personas, de las que 1.410 murieron por su causa. La tasa quinquenal de supervivencia, en EE. UU., para 2004-2010, es del 85%. Dado que muchas personas son jóvenes, a menudo viven 40 años o más después del tratamiento. Sin embargo, pocos estudios realizan su seguimiento.
- Incidencia: la enfermedad de Hodgkin supone aproximadamente el 1% de todos los cánceres y el 10 % de todos los linfomas. En Europa tiene una incidencia de 3 casos nuevos al año por 100.000 habitantes. Al contrario que los linfomas no hodgkinianos, su incidencia se mantiene estable a lo largo del tiempo
- Edad: la enfermedad de Hodgkin presenta una distribución bimodal, puesto que aparece un pico de máxima incidencia en la juventud, entre los 20 y 35 años, para después disminuir. El segundo pico aparece a edades más maduras, a partir de los 50 años, como el resto de linfomas. Es raro antes de los 10 años de edad[20]
- Sexo: la enfermedad de Hodgkin es más frecuente en los varones que en las mujeres, con una relación 1,5-2:1.
- Región geográfica: es más frecuente en países desarrollados, como Europa y Estados Unidos (excepto Japón), que en países en vías de desarrollo.
- Nivel socioeconómico: es más frecuente en las personas con nivel socioeconómico alto, que en las de bajo, pero estas últimas tienen peor pronóstico. El nivel socioeconómico explica las diferencias geográficas y raciales.

### Factores etiológicos
- Factores genéticos: aunque existen casos familiares, la mayoría de los casos con enfermedad de Hodgkin no tienen una base hereditaria. Es 99 veces más frecuente en un gemelo homocigoto de un sujeto afectado que en la población general, lo que apoya la sospecha de un factor hereditario. No está clara la asociación con el sistema HLA.
- Antecedentes médicos: solamente se ha relacionado con algunas inmunodeficiencias congénitas y adquiridas, enfermedades autoinmunes. También han descrito mayor riesgo en los pacientes amigdalectomizados y apendicectomizados.
- Factores ocupacionales: está relacionado con algunos trabajos industriales de plomo, madera, sustancias orgánicas, pero requiere más confirmación.
- Infección por el virus de Epstein-Barr: está demostrado que el 45-60% de los pacientes con enfermedad de Hodgkin han estado en contacto con el virus de Epstein-Barr (VEB), puesto que han padecido una mononucleosis infecciosa, o presentan niveles elevados de anticuerpos contra el VEB o el virus está presente en las células del linfoma.

## Anatomía patológica
La enfermedad de Hodgkin es una proliferación linfomatosa caracterizada por la presencia de células reticulares atípicas con presencia de unas células diagnósticas llamadas células de Reed-Sternberg.

### Tipos celulares
La Organización Mundial de la Salud clasifica la enfermedad de Hodgkin de la siguiente manera:
- Enfermedad de Hodgkin nodular con predominio de linfocitos: el inmunofenotipo típico es CD15-, CD20+, CD30-, CD45+. Suelen ser indolentes, con afectación ganglionar periférica, no mediastínica, con recaídas tardías y excelente supervivencia.
- Enfermedad de Hodgkin clásica (CD15+, CD20-, CD30+, CD45-), que a su vez se subdivide en cuatro tipos que son:

1. Enfermedad de Hodgkin con esclerosis nodular.
2. Enfermedad de Hodgkin con predominio linfocítico.
3. Enfermedad de Hodgkin con celularidad mixta.
4. Enfermedad de Hodgkin con depleción linfocítica.

### Vías de diseminación
- El linfoma de Hodgkin se disemina de una forma ordenada. Es decir, de un grupo ganglionar a los otros, según la disposición de la circulación linfática; después al bazo, hígado, médula ósea, etc. Al contrario, los linfomas no Hodgkin se diseminan de forma no predecible.
- El linfoma de Hodgkin afecta con preferencia a los ganglios centrales o axiales del cuerpo. Los linfomas no Hodgkin también, pero afectan con más frecuencia a los ganglios periféricos.
- El linfoma de Hodgkin casi nunca afecta al anillo de Waldeyer y a los ganglios mesentéricos, mientras que en los linfomas no Hodgkin es relativamente frecuente.
- El linfoma de Hodgkin casi nunca tiene un origen extraganglionar, mientras que los linfomas no Hodgkin en ocasiones sí lo tienen.
- El 80% de los pacientes tienen afectación de los ganglios linfáticos superficiales y más del 50% presentan afectación del mediastino en el momento del diagnóstico.

## Sintomatología
- Detección casual: el paciente puede palparse adenopatías periféricas en cuello, axilas o ingles, que han crecido en pocos meses, o visualizarse una masa mediastínica en una radiografía de tórax realizada por otro motivo.
- Síntomas B: son síntomas generales consistentes en fiebre inexplicable durante más de 3 días, pérdida de más del 10% del peso corporal en los últimos 6 meses y sudoración profusa de nueva aparición con predominio nocturno. Los síntomas B más importantes son la fiebre y el adelgazamiento. El prurito no se considera un síntoma B, excepto cuando es de nueva aparición con las adenopatías, recurrente, persistente y generalizado. La fiebre de Pel-Ebstein es un tipo poco frecuente de aumento de temperatura durante varios días, que después desaparece durante varios días o semanas para volver a reaparecer.
- Adenopatía dolorosa: aunque los ganglios afectados por enfermedad de Hodgkin no son dolorosos habitualmente, es característico el dolor en el ganglio agrandado cuando se ingiere alcohol (Signo de Oster).
- Tos, dolor torácico, disnea: en los casos de afectación mediastínica, pulmonar, pleural o pericárdica,
- Astenia: debilidad en los casos de anemia por afectación de la médula ósea.
- Otros síntomas menos frecuentes según la localización anatómica afectada.

Cuando el linfoma se encuentra en el mediastino, uno de los pulmones se llena de agua y hay que poner un drenaje para el líquido, hasta que descienda al 20% de la capacidad del pulmón y recupere la funcionalidad.
En casos muy extremos se debe pegar la pleura del pulmón.

## Diagnóstico
Ante la sospecha clínica de una enfermedad de Hodgkin, se deben solicitar las siguientes pruebas complementarias para la confirmación diagnóstica y estadificación:
- Biopsia ganglionar: aunque la obtención de un cilindro ganglionar (trucut o core biopsia) es suficiente para el diagnóstico, se recomienda realizar una biopsia completa del ganglio linfático más superficial y sospechoso de estar afectado o que el trucut o punción aspiración con aguja fina (PAAF) ha sido positiva para síndrome linfoproliferativo. La muestra debe ser congelada para estudios inmunohistoquímicos.
- Hemograma: informa del número y porcentaje de leucocitos, eritrocitos y plaquetas, que pueden estar alterados en casos de enfermedad avanzada.
- Velocidad de sedimentación globular: la VSG es importante como factor pronóstico.
- Bioquímica sanguínea: informa de los niveles en sangre de urea, creatinina, Lactato deshidrogenasa, aminotransferasas, proteínas totales, albúmina.
- Radiografía de tórax: útil para detectar masas en el mediastino o afectación pulmonar.
- Tomografía axial computarizada: el TAC cervicotoracoabdominopélvico es una prueba imprescindible para la estadificación de la enfermedad.
- Biopsia de médula ósea: está indicada sobre todo en los estadios IB-IIB y III y IV.
- Tomografía por emisión de positrones: El PET ha reemplazado a la gammagrafía con galio, a la linfangrafía y también a la laparotomía en la estadificación de esta enfermedad. Incluso podría ser útil en la evaluación de la respuesta al tratamiento para valorar nuevo tratamiento adicional.
- Laparotomía de estadificación: no se recomienda de forma rutinaria, excepto en los casos cuyo resultado implique una reducción importante del tratamiento. Nunca se debe realizar cuando se administra quimioterapia.
- Determinación del VIH: debido a la frecuente asociación con el sida.
- Otras pruebas, como la evaluación de la fracción de eyección, pruebas de función respiratoria o la difusión de monóxido de carbono de los pulmones, son importantes para valorar la posibilidad de administrar quimioterapia.

### Procedimientos recomendados antes del tratamiento
En algunos casos seleccionados se recomienda:
- Ooforopexia en mujeres premenopáusicas si se va administrar radioterapia pélvica.
- Criopreservación de semen en los varones si se va a administrar quimioterapia o radioterapia inguinopélvica.
- Vacunación contra bacterias encapsuladas como neumococo, haemophilus y meningococo en los casos de esplenectomía o radioterapia sobre el bazo.

## Estadificación de la enfermedad de Hodgkin
La clasificación por estadio del linfoma de Hodgkin se estableció en 1971 en la Conferencia de Ann Arbor. En 1989 se introdujeron algunas modificaciones en la reunión de Cotswolds. Los estadios de la enfermedad de Hodgkin son cuatro: I, II, III y IV, que se subclasifican en categoría A si no tienen síntomas y categoría B si presentan dichos síntomas. Cuando presentan extensión extralinfática se clasifican con la letra E, si afectan al bazo con la letra S, hígado H, pleura P, pulmón L, hueso O, médula ósea M, piel D. Si el estadio es clínico se antepone las letras CS, y si se obtiene de un procedimiento quirúrgico como la laparatomía se antepone PS.
- Estadio I: Afecta a una sola región de ganglios linfáticos (estadio I), o a un solo órgano extralinfático (IE).
- Estadio II: Afecta a dos o más regiones ganglionares en el mismo lado del diafragma o a un solo órgano extralinfático y sus ganglios regionales. El número de regiones ganglionares afectadas se puede indicar con un subíndice.
- Estadio III: Afecta a regiones ganglionares a ambos lados del diafragma, con o sin afectación de un órgano extralinfático. El estadio III puede subdividirse según la distribución anatómica de la afectación abdominal o según el grado de afectación esplénica. El estadio III(1) indica afectación del abdomen superior por encima de la vena renal. El estadio III(2) indica afectación de ganglios pélvicos o paraaórticos. La presencia de cinco o más ganglios esplénicos visibles indica afectación esplénica extensa. Si existen menos de cuatro ganglios afectados indica enfermedad esplénica mínima.
- Estadio IV: Presenta una afectación diseminada en uno o más órganos extralinfáticos de forma difusa (no focal) como el hígado, el pulmón y la médula ósea y de una forma distante a la afectación ganglionar o sin ella.

La enfermedad mediastínica masiva (bulky) se define como el coeficiente resultante (mayor o igual del 35%) de dividir el diámetro máximo transversal de la masa mediastínica entre diámetro torácico transversal medido en el disco intervertebral T5-T6 mediante radiografía de tórax. La adenopatía masiva o bulky se define por el diámetro mayor o igual de 10 centímetros en su mayor dimensión.

## Factores pronóstico
Una vez realizada la estadificación de la enfermedad de Hodgkin se establecen los factores pronóstico para la selección del tratamiento óptimo.

### Factores de pronóstico favorable en los estadios I y II
Dependiendo de la presencia o ausencia de los siguientes factores favorables, los estadios I y II se clasifican como grupo favorable o desfavorable. Los factores favorables son los siguientes:
1. Velocidad de sedimentación menor de 50.
2. Paciente con menos de 50 años de edad.
3. Histología con predominio linfocítico o esclerosis nodular.
4. Ausencia de síntomas B.
5. Menos de tres regiones ganglionares afectas.
6. Adenopatía no masiva o no bulky.

En general, el pronóstico en estos estadios es muy bueno o excelente.

### Factores de pronóstico desfavorable en los estadios III y IV
La supervivencia libre de progresión a los cinco años está directamente relacionada con el número de factores de pronóstico desfavorable presentes en un paciente. Esta supervivencia a los cinco años es del 84% si no existe ningún factor adverso. Cada factor añadido disminuye un 7% la supervivencia libre de progresión a los cinco años, siendo del 42% si existen cinco o más factores de pronóstico desfavorable. Dichos factores adversos son:
1. Nivel de albúmina menor de 4 g por dL
2. Nivel de hemoglobina menor de 10,5 g por dL
3. Sexo masculino.
4. Edad de 45 años o más.
5. Enfermedad en estadio IV.
6. Leucocitosis de al menos 15.000 / mm³
7. Linfopenia menor de 600 / mm³ o menor del 8% del recuento de leucocitos.

## Tratamiento de la enfermedad de Hodgkin
El manejo general de la enfermedad de Hodgkin consiste en:
- En estadios iniciales sin enfermedad masiva bulky, se aplicará tratamiento combinado consistente en pocos ciclos de quimioterapia más radioterapia sobre regiones ganglionares afectadas.
- En pacientes con pronóstico intermedio o estadio II con enfermedad masiva mediastínica, se administrará tratamiento combinado de quimio y radioterapia.
- En estadios III y IV, se administrará tratamiento sistémico de quimioterapia con o sin radioterapia sobre regiones ganglionares afectas.

Un posible efecto secundario del tratamiento es la pérdida de la capacidad reproductora (fundamentalmente, debido a que la quimio y radioterapia pueden destruir los tejidos reproductores). Sin embargo, existen en la actualidad diferentes medios de preservación de fertilidad (ver el artículo sobre fertilidad), que están disponibles en los centros sanitarios.

### Quimioterapia
La quimioterapia con varios fármacos o poliquimioterapia está claramente indicada en los estadios IB, IIB, III y IV y en los estadios IA y IIA con factores de mal pronóstico.
Los esquemas de quimioterapia más utilizados son:
- ABVD: Adriamicina, Bleomicina, Vinblastina y Dacarbacina
- BEACOPP: Bleomicina, Etopósido, Adriamicina, Ciclofosfamida, Vincristina, Procarbacina y Prednisona.
- COPP/ABVD: Ciclofosfamida, Vincristina, Procarbacina, Prednisona, adriamicina, Bleomicina, Vinblastina y Dacarbacina
- MOPP: Mecloretamina, Vincristina, Procarbacina y Prednisona
- Stanford V: Adriamicina, Vinblastina, Mecloretamina, etopósido, vincristina, bleomicina y Prednisona

### Radioterapia
La radioterapia de haz externo está indicada fundamentalmente en los estadios I y II, aunque también puede usarse como terapia de consolidación después de administrar la poliquimioterapia en los estadios III y IV. Se distinguen dos protocolos de administración:
- De campo afectado: se radian solamente las cadenas ganglionares donde se ha encontrado la enfermedad.

- De campo ampliado: radiando un grupo de cadenas ganglionares que incluye a las cadenas afectadas, pero también puede incluir grupos ganglionares donde no se ha detectado la enfermedad. Se distinguen varios esquemas de radioterapia de campo ampliado:

-Radioterapia del manto. Consiste en la radiación de los siguientes grupos ganglionares, todos supradiafragmáticos: cervicales, supraclaviculares, axilares y mediastínicos.
-Radioterapia en Y invertida. En este caso se radian los siguientes grupos ganglionares infradiafragmáticos: paraaórticos, ilíacos, femorales e inguinales. El bazo también se incluye dentro del campo de radiación.
-Radioterapia ganglionar subtotal o total. En estos esquemas, la terapia incluye todos los grupos tratados en los dos anteriores protocolos.

### Tratamiento de los casos refractarios
En caso de falta de respuesta a la quimiorradioterapia, existen fundamentalmente dos opciones:
- Quimioterapia de rescate
- Trasplante autólogo de progenitores hematopoyéticos